# Dinera similis
Dinera similis là một loài ruồi trong họ Tachinidae.